# 斯皮瓦基夫卡 (伊久姆區)
49°11′1″N 37°3′36″E / 49.18361°N 37.06000°E
斯皮瓦基夫卡（烏克蘭語：Співаківка）是位於烏克蘭東部的村莊，由哈爾科夫州伊久姆區的奧斯基爾市鎮負責管轄。該村始建於1678年，面積2.66平方公里，海拔高度87米，2001年人口501，人口密度每平方公里188.4人。